# Штёкер, Хелен
Хелен Штёкер (13 ноября 1869, Эльберфельд, Рейнская провинция, Пруссия — 24 февраля 1943, Нью-Йорк, Нью-Йорк, США) — немецкая феминистка, публицист и педагог.

## Биография
Хелен Штёкер родилась 13 ноября 1869 года в городе Вупперталь в семье фабриканта Генриха Штёкера и Хульды Бергманн, которые исповедовали кальвинистские ценности. Посещала среднюю школу для девочек, затем переехала в Берлин, чтобы продолжить образование, а оттуда перешла в Бернский университет, где она стала одной из первых немецких женщин, получивших докторскую степень. Ещё будучи студенткой она основала «Союз учащихся женщин» и на одном из заседаний этого общества прочла с доклад «Фридрих Ницше и женщины» (позднее в Веймаре она лично встретилась с Ницше и его философия оказала заметное влияние на теорию «новой этики», которую Хелен Штекер продвигала на протяжении всей жизни).
В 1902 году вместе с Лидой Густавой Хайман, Минной Кауэр, и Анитой Аугспург она основала «Союз женского избирательного права».
В 1903 году Хелен Штёкер стала главным редактором журнала «Женское обозрение».
В начале 1905 года стала, вместе с Генриеттой Фюрт и Лили Браун, инициатором создания «Союза защиты матери и сексуальной реформы» и некоторое время работала в печатном органе этой организации журнале «Защита матери» (в 1908 году переименован в «Новое поколение»). Основными задачами организации девушки видели искоренение предрассудков по отношению к матерям не состоящим в браке и их детям, а также отмену наказаний за операции по прерыванию беременности.
Основным тезисом «новой морали» Штёкер являлось то, что «не брак, а любовь должна стать единственной легитимной основой отношений между мужчиной и женщиной», но это было слишком революционно, даже для «Объединения немецких женских союзов» (БДФ), которое отказалось принять «Союз защиты матери и сексуальной реформы» в число своих членов.
В 1927 году Хелен Штёкер посетила Советский Союз.
Когда к власти пришли нацисты, не приемлющие никакого свободомыслия даже в сексуальных аспектах, Штёкер эмигрировала сперва в Швейцарию, затем в Англию и в конце концов осела в Нью-Йорке на Риверсайд-драйв. Ей не суждено было дожить до разгрома гитлеровцев и вернуться на родину, рак убил её раньше. Хелен Штёкер умерла 24 февраля 1943 года.